# Leptotes
Leptotes je rod epifytických orchidejí. Zahrnuje 10 druhů a je rozšířen výhradně v Jižní Americe. Jsou to drobné rostliny s válcovitými listy a poměrně velkými květy. Některé druhy jsou pěstovány ve specializovaných sbírkách orchidejí.

## Popis
Orchideje rodu Leptotes jsou drobné epifytické byliny s malými pahlízami nesoucími po jednou nebo po výjimečně dvou válcovitých listech s okrouhlým průřezem. Oddenky jsou tenké a málo nápadné, s velamenem. Hroznovité květenství je tvořeno 2 až 3, řidčeji až 7 bílými nebo růžovými květy. Květy jsou v poměru k velikosti rostliny poměrně velké. Kališní lístky jsou podlouhlé, korunní bývají užší. Pysk je zřetelně trojlaločný, přirostlý k bázi sloupku. Postranní laloky jsou rozestálé nebo více či méně vztyčené, střední lalok může být sytě růžový, bělavý nebo nažloutlý, kopinatý až zploštěle obvejčitý. Sloupek je vzpřímený, se dvěma oušky. Tyčinka nese dvě větší a čtyři menší pylové brylky.

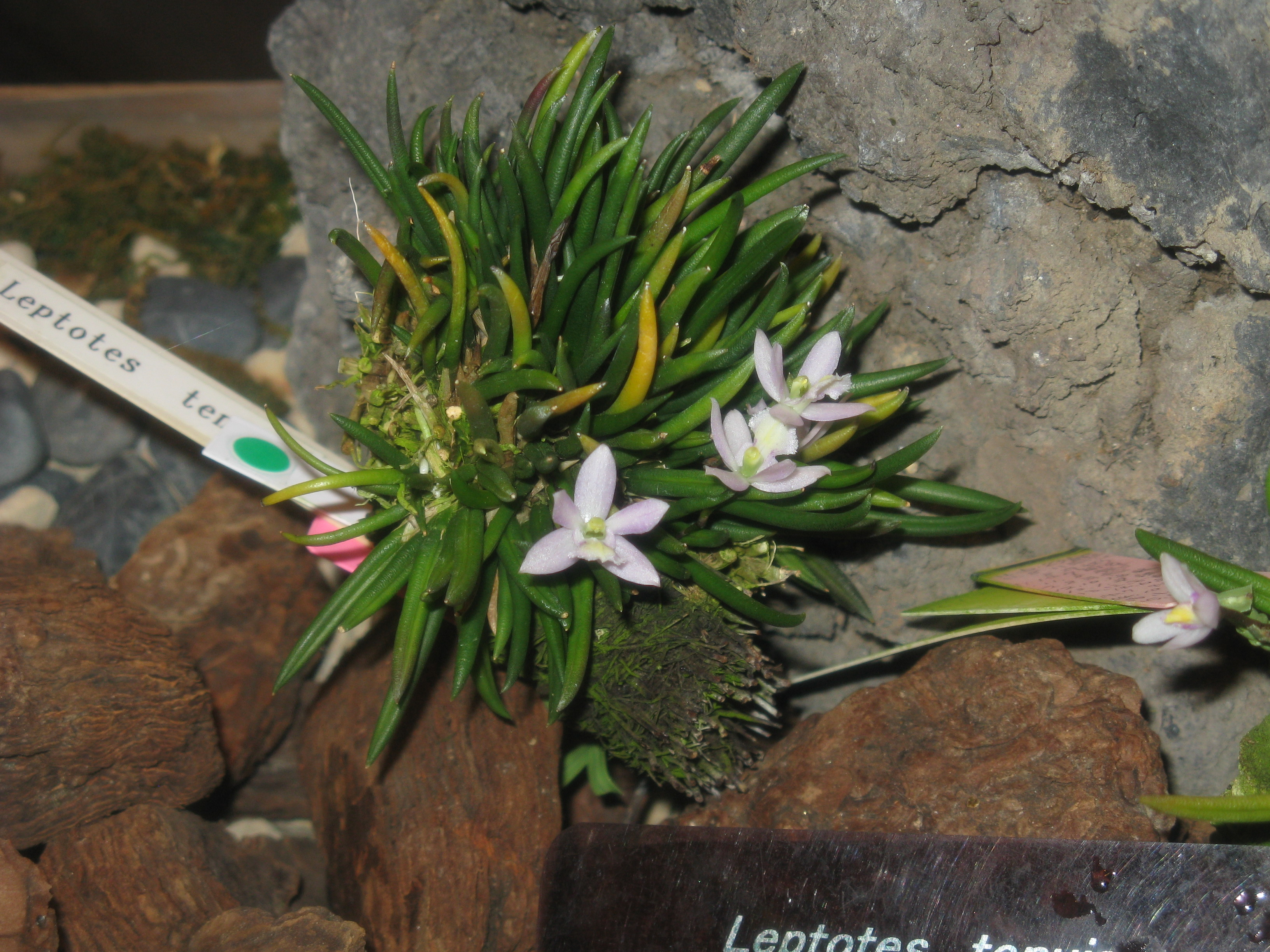
Leptotes tenuis
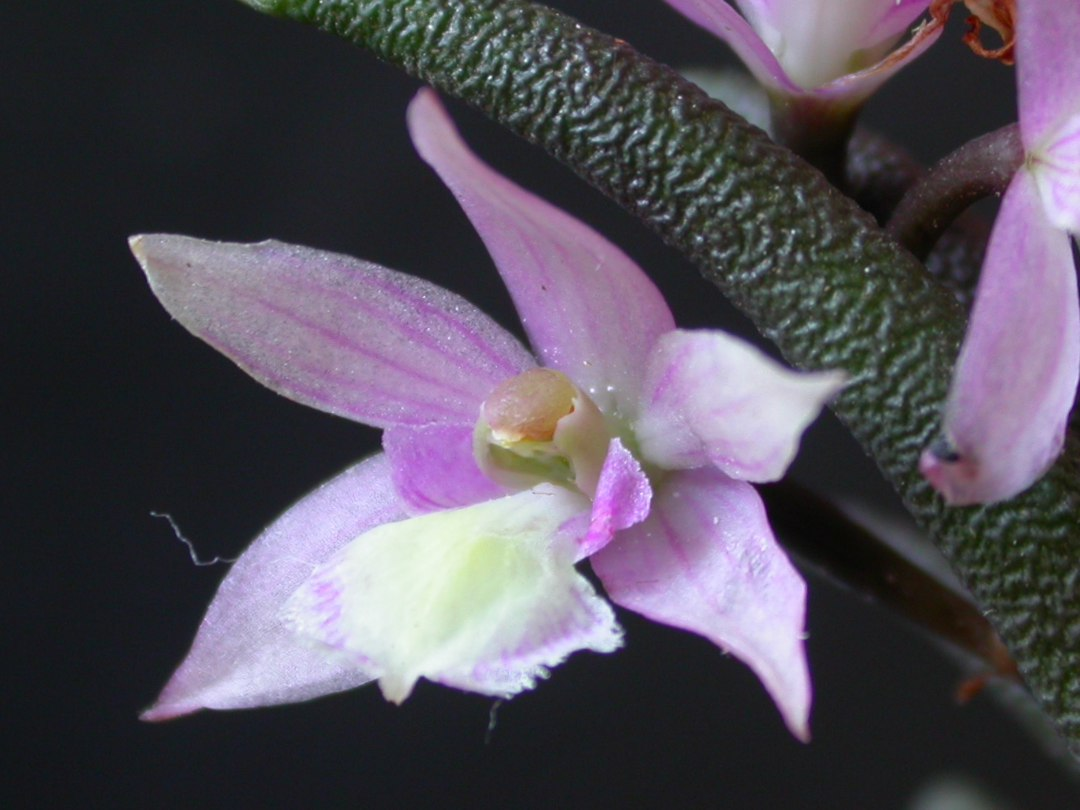
Květ Leptotes harryphillipsii
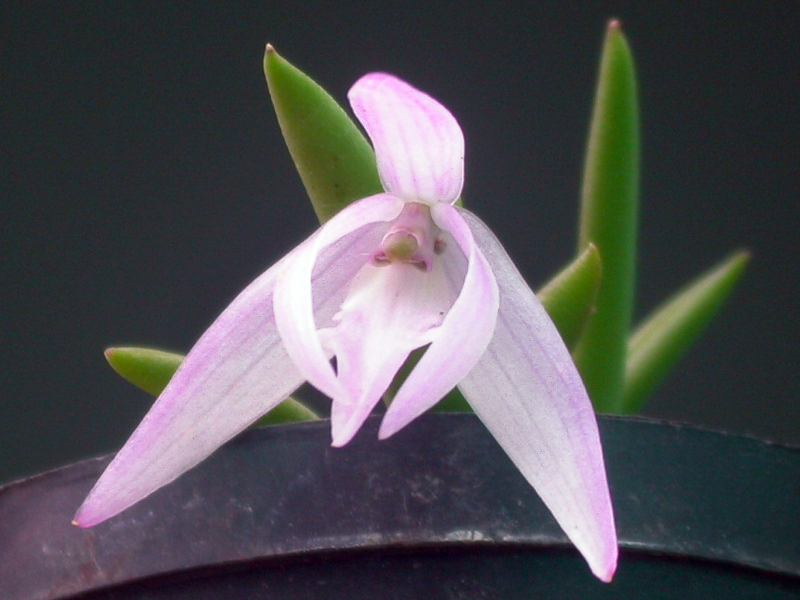
Květ Leptotes unicolor

## Rozšíření
Rod Leptotes zahrnuje 10 druhů. Je rozšířen výhradně v Jižní Americe v oblasti východní a jižní Brazílie, severovýchodní Argentiny a Paraguaye. Centrum druhové diverzity je ve východní Brazílii. Největší areál mají druhy Leptotes bicolor (Brazílie, Paraguay) a Leptotes unicolor (také Argentina).

## Taxonomie
Rod Leptotes je v rámci čeledi Orchidaceae řazen do podčeledi Epidendroideae, tribu Epidendreae a podtribu Laeliinae. Typovým druhem je Leptotes bicolor. Nejblíže příbuzným rodem je dle výsledků fylogenetických studií rod Loefgrenianthus (jediný druh v jihovýchodní a jižní Brazílii). Oba rody byly spolu v minulosti slučovány do rodu Leptotes.

## Význam a pěstování
Některé druhy rodu Leptotes jsou pěstovány ve specializovaných sbírkách orchidejí. vyznačují se drobným růstem a pohlednými, nápadnými květy. Nejčastěji se lze setkat s druhy Leptotes bicolor a Leptotes unicolor. Rostliny obecně nejlépe prospívají přichycené na korkové kůře, dřevě nebo kmeni stromové kapradiny. Vyhovuje jim polostín a střední vlhkost. Po odkvětu je vhodné vlhkost snížit, období klidu jako takové ale neprodělávají.